# SOE en France
Pour un article plus général, voir Special Operations Executive.
Cet article traite du Special Operations Executive (SOE) en France. Il évoque l’action des différentes sections de ce service secret britannique qui ont été impliquées à des titres divers dans l'action subversive de soutien à la Résistance intérieure dans ce pays pendant la Seconde Guerre mondiale.

## Rôle du SOE en France

### Rappel de la mission du SOE
Comme indiqué dans l’article principal sur le SOE, Winston Churchill confia à ce service secret britannique « action » la mission principale de soutenir les divers mouvements de résistance par l’action subversive : — « Mettez le feu à l’Europe ! », lui avait-il donné comme consigne en le créant dès juillet 1940 et en le plaçant sous son autorité quasi-directe.
Le SOE constitua, en France comme dans les autres pays mais avec davantage d’ampleur, un tissu de réseaux clandestins dirigés par des officiers recrutés et formés par ses soins en Grande-Bretagne. Malgré un désaccord formel du général de Gaulle, certains pouvaient agir sans coordination avec la France libre : les réseaux dits « Buckmaster », de la section F créée dès l’origine du service en août 1940. Les autres agissaient avec coordination obligée : c’est à cette fin que le SOE créa au printemps 1941 une deuxième section pour la France, la section RF. Et au printemps 1942, il mit en place une section évasion, DF, complétant ainsi son organisation pour l’ensemble de ses opérations clandestines en France (l’espionnage proprement dit restant du ressort de l’Intelligence Service). Avec des succès et des échecs divers, ce tissu, qui débuta dans l’Indre en mai 1941, se développa progressivement dans l’ensemble du territoire jusqu’à la libération du pays : sur l’ensemble de la période, une centaine de réseaux furent créés, dont la moitié environ étaient actifs au moment de la libération.
Sur le terrain, ces réseaux se développèrent, en constituant des groupes nouveaux ou en se liant à d’autres groupes, à des réseaux, à des maquis ou à des corps francs existants, sans se préoccuper de leurs obédiences politiques. Pour être aidés dans leur tâche, ils bénéficiaient d’un important soutien du service, basé en Angleterre, pour les aspects matériels : logistique de fourniture d’armes et d’argent, communications radio ; moyens de transport (mis à la disposition du service par la RAF et la Royal Navy). Grâce à cela, ils recrutèrent, formèrent, entraînèrent et encadrèrent les résistants français pour exécuter l’ensemble des actions clandestines nécessaires : identifier des objectifs et repérer des cibles ; réceptionner des parachutage d’armes ; accueillir sur le terrain ou exfiltrer vers l’Angleterre des agents secrets ou des personnalités, par avion, par bateau, par sous-marin, via l’Espagne ; manier les armes fournies ; apprendre le système de codage des messages radio cryptés échangés avec Londres ; apprendre les strictes consignes de sécurité édictées par le service. Ils fournirent les liaisons radio clandestines entre la France et l’Angleterre nécessaires à leurs opérations « action » (F et RF) ou « évasion » (DF), et marginalement à du « renseignement ». Ils fournirent aussi les consignes opérationnelles d’action, participèrent au commandement ou commandèrent les groupes de résistants français dans le cadre des sabotages, des attentats, des coups de force, des opérations de guérilla et des combats dans lesquels les Résistants étaient engagés pour maintenir l’occupant dans l’insécurité jusqu’à la libération et pour soutenir les armées alliées à partir du débarquement.
En s’engageant dans leurs missions en France, les agents venus d’outre-Manche mais d’origines diverses (Britanniques, Français, Canadiens, Mauriciens, Américains, Belges, Australiens), la plupart très jeunes, étaient conscients des risques qu’ils couraient : beaucoup furent arrêtés et déportés ; un quart d’entre eux y laissèrent la vie.

### Reconnaissance en France du rôle joué par le SOE
Le SOE et le rôle qu’il a joué dans la lutte contre l’occupant sont restés longtemps mal connus et encore plus mal reconnus en France. À ce sujet, Jean-Louis Crémieux-Brilhac écrit en 2013 : 

« Un pays ne s’honore pas en esquivant sa vérité. Ce n’est ni diminuer ni démystifier la Résistance française, comme le veulent aujourd’hui certains, que de redonner sa place à l’apport britannique. Il importe de le dire : sans la BBC, sans les parachutages et atterrissages clandestins et sans le rôle du SOE, ni l’action en France des services secrets du général de Gaulle, ni la Résistance française, ni l’« insurrection nationale » n’auraient pu être ce qu’elles ont été. »

## Liste des sections du SOE impliquées dans l’action en France
Les deux sections principales sont la section F et la section RF :
- Section F

Cette section française du SOE agissait sans relation avec la France libre. C'est la section la plus importante. Elle donna lieu à la formation d'une centaine de réseaux.
- Section RF

Elle était chargée de travailler avec les gaullistes (en l'occurrence André Dewavrin « Passy », chef des services de renseignements, qui devint le BCRA).
Sept autres sections, plus modestes, sont impliquées dans l’action en France :
- Section DF : chargée de la mise en place des filières d'évasion devant permettre le retour des agents au Royaume-Uni.
- Section EU/P : en relation avec les réseaux polonais du nord de la France.
- Section AL : servait de bureau de liaison avec le ministère de l'Air britannique, elle était chargée des liaisons aériennes clandestines avec le territoire français.
- Section Stockage-Emballage : responsable des chargements de ravitaillement.
- Section MT : organisait les écoles d'entraînement spécial qui formaient les agents à la guerre secrète et subversive.
- Section AMF : basée à Alger à partir de fin 1942, opérait dans le midi de la France ; après avoir brièvement collaboré avec les giraudistes, elle se mit au service des gaullistes.
- Section Devonshire : travaillait avec les giraudistes.

## Section F

### Organisation de la section F
À la tête de la section F sont nommés successivement : Leslie Humphreys (août 1940), H.R. Marriott (décembre 1940), Maurice Buckmaster (début de l'été 1941). Le nom de ce dernier est particulièrement connu en France, où les réseaux de la section F sont souvent appelés réseaux Buckmaster ou familièrement réseaux Buck.
Au poste d'adjoint, Nicolas Bodington, un brillant diplômé d'Oxford de 35 ans, est nommé fin 1940. Correspondant de presse à Paris avant-guerre, il a collaboré à cette époque avec le MI6 et conserve des relations avec son ancien patron Claude Dansey.
L'assistante de Buckmaster est Vera Atkins. Elle est considérée comme l'« âme de la section ».
L'équipe du quartier général de la section F comprend également :
- Lieutenant-colonel Robert Archibald Bourne-Paterson, le responsable planning (certaines sources le citent comme responsable financier).
- Major Jacques Vaillant de Guélis, le responsable du briefing.
- Major Lewis Gielgud et Selwyn Jepson, responsables du recrutement.
- Major Gerry Morel, le responsable des opérations (fin mars 1942-juillet 1944).
- Capitaine George Noble (alias de Georges Bégué), responsable des transmissions.
- Major Huot, US 2i/c.
- Mr. Park, portier (janitor).

### Réseaux de la section F

#### Système d’attribution des noms de code
La section F attribue des noms de code à ses agents et à ses réseaux, comme suit :
- Au moment où un agent part pour la France, il reçoit, en plus d'une identité de couverture, deux noms :
  - un nom de code opérationnel : c'est généralement un nom de métier en anglais (exemple : ACTOR), ou plus rarement de plante ou d'arbre (exemple : PRUNUS). Ce nom n'est généralement pas connu sur le terrain, son usage étant destiné aux communications avec Londres.
  - un nom de guerre (« field name » en anglais) qui est généralement un prénom français. Exemple : « Jules ».
- En formant ou en homologuant un réseau, le SOE section F lui donne pour nom de code celui de son chef. Cela a deux conséquences :
  - lorsqu'un réseau change de chef, il change de nom, même si le reste de la structure est inchangé. Exemples : AUTHOR devient DIGGER lorsque Jacques Poirier prend la succession de Harry Peulevé.
  - lorsqu'un chef de réseau change de région pour monter un nouveau réseau, il peut changer de nom de guerre mais conserver le nom de réseau. Exemple : Claude de Baissac dirige SCIENTIST en Aquitaine en 1942-43 avec le nom de guerre « David », et un autre SCIENTIST en Normandie en 1944 avec le nom de guerre « Denis ». Dans les récits, il est utile de les distinguer : SCIENTIST I et SCIENTIST II.

Dans la littérature sur le sujet, on observe fréquemment qu'un réseau, comme son chef, est désigné par une combinaison des deux noms de son chef. Exemple : Jean-Marie Régnier ayant pour code opérationnel MASON et pour nom de guerre « Portos », pour désigner le réseau dont il est le chef, on écrit indifféremment MASON, MASON-Porthos et Porthos-MASON.

### Rôle des réseaux de la section F au sein de la Résistance intérieure française
Sur le terrain, les réseaux de la section F utilisèrent, selon le cas, deux méthodes de développement de leurs effectifs et donc de leur action : un certain nombre recrutèrent sur place sans s’appuyer sur une organisation préalable constituée ; d'autres purent se greffer sur des organisations existantes, et constituèrent la pièce manquante de ces organisations en apportant souvent les éléments qui leur manquaient, à savoir la capacité de faire arriver des armes d’Angleterre, de recruter, former et entraîner les équipes, et de communiquer avec les Alliés.
Certains réseaux relevèrent selon l’époque du premier ou du deuxième cas. Le tableau suivant donne quelques exemples de ces relations. Ces binômes sont perçus souvent de manière différente en France et au Royaume-Uni : selon la vision française, les agents de la section F étaient des « fournisseurs de moyens », la direction d’ensemble et le commandement des hommes étant assurés par les responsables des organisations françaises ; selon la vision britannique, la direction d’ensemble était assurée par le chef de réseau (organizer), les organisations françaises étant considérées comme des composantes de l’exécution (planification et réception des parachutages, actions de sabotage ou de guérilla, etc.). Cette différence de vision est effective dans les organes de direction à Londres et perdurera après la guerre, y compris dans l’esprit de nombreux historiens qui conserveront souvent un point de vue national, voire régional, ne permettant pas facilement de souligner la complémentarité des rôles. En réalité, comme l’a souligné Jean-Louis Crémieux-Brilhac, une bonne entente entre les deux parties a permis que ces distinctions ne jouent pas vraiment dans l’action, les décisions opérationnelles ayant été le plus souvent prises d’un commun accord.
| Zone                               | SOE, section F             | SOE, section F | SOE, section F | Résistance intérieure                                          | Résistance intérieure                             |
| Zone                               | Période de l’action        | Réseau         | Agents | Organisations                                                  | Responsables                                      |
| ---------------------------------- | -------------------------- | -------------- | --- | -------------------------------------------------------------- | ------------------------------------------------- |
| ZN. — Bordelais                    | 1942-43                    | SCIENTIST I    | (C) Claude de Baissac (David) (R) Roger Landes (Stanislas)                                                         | OCM                                                            | André Grandclément                                |
| ZN. — Bordelais                    | mars 1944 – libération     | ACTOR          | (C) Roger Landes (Aristide)                                                                                        | FFI (B2) 6 corps francs                                        | J. B. Morraglia (B) J. de Milleret (Landes), etc. |
| ZS. — Gers, Landes-est, Toulouse   | novembre 1942 – libération | WHEELWRIGHT    | (C) George Starr (Hilaire) (R) Yvonne Cormeau (Annette) \| (Co) Pierrette Vincelot "Fernande"\| (1942-43) Victoire | Maurice Rouneau                                                |                                                   |
| ZS. — Gers, Landes-est, Toulouse   | novembre 1942 – libération | WHEELWRIGHT    | (C) George Starr (Hilaire) (R) Yvonne Cormeau (Annette) \| (Co) Pierrette Vincelot "Fernande"\| (1942-43) Victoire | (1944) Bataillon de l'Armagnac                                 | Maurice Parisot                                   |
| ZS. — Alpes, Provence, Côte d’Azur | mars 1943 – libération     | JOCKEY         | (C) Francis Cammaerts (Roger)                                                                                      | (à partir d'avril 44) FFI (R1 et R2) dont le maquis du Vercors | Henri Zeller                                      |
| ZS. — Châlonnais                   | janvier - juillet 1943     | JUGGLER        | (C) Jean Worms (Robin)                                                                                             | Groupes de résistants locaux                                   | Jacques Weil                                      |
| ZN. — Seine-et-Marne               | avril - septembre 1943     | PUBLICAN       | (C) Marcel Fox (Ernest)                                                                                            | Groupes de résistants locaux                                   | Maurice Braun                                     |
| ZS. — Haut-Jura, Ain               | octobre 1943 – libération  | MARKSMAN       | (C) Richard Heslop (Xavier)                                                                                        | Maquis de l'Ain et du Haut-Jura                                | Henri Romans-Petit                                |
| ZS. — Indre                        | mai 1944 – libération      | WRESTLER       | (C) Pearl Witherington (Pauline)                                                                                   | Maquis Nord-Indre et Vallée du Cher                            | Francis Perdriset                                 |
| ZS. — Limousin                     | juin 1944 – libération     | SALESMAN II    | (C) Philippe Liewer (Hamlet) (S) Bob Maloubier (Clothaire) (Co) Violette Szabo (Louise)                            | Maquis du Limousin                                             | Georges Guingouin                                 |
| ZS. — Lot                          | janvier 1944 – libération  | FOOTMAN        | (C) George Hiller (Maxime) (R) Cyril Watney (Eustache)                                                             | Groupes Vény du Lot                                            | Henri Collignon                                   |

Légende :
Colonne 1 Zone : ZN = zone nord ; ZS = zone sud.
Colonne 4 Agents : C = Chef de réseau (organizer) ; Co = courrier ; R = opérateur-radio ; S = saboteur.
Colonnes 5 et 6 Résistance intérieure : B = région de Bordeaux (cette région est en zone nord), comprenant B2 au sud et B1 au nord ; B2 = couvre 5 départements (Charente-Maritime, Gironde, Landes, Dordogne, Pyrénées-Atlantiques) ; B1 = couvre 4 départements (Deux-Sèvres, Vienne, Vendée, Charente) ; R1 = région de Lyon, couvrant dix départements (Loire, Ardèche, Rhône, Drôme, Isère, Savoie, Haute-Savoie, Saône-et-Loire, Ain, Jura) ; R2 = région de Marseille, couvrant sept départements (Bouches-du-Rhône, Var, Alpes-Maritimes, Vaucluse, Hautes-Alpes, Basses-Alpes, Gard).

### Premières de la section F
Les opérations de la section F se déroulent du 6 mai 1941 à la libération de la France, en septembre 1944. Les actions suivantes constituent des premières de son action en France.
| Première                                                  | Quand                           | Qui | Où, comment, etc.                                                                                     |
| --------------------------------------------------------- | ------------------------------- | --- | --- |
| Premier agent infiltré en France                          | nuit du 5 au 6 mai 1941         | Georges Bégué | Reboursin (Indre) Propriété de l’Abeaupinière Parachutage de nuit, à l’aveugle.                       |
| Premier agent parachuté                                   | nuit du 5 au 6 mai 1941         | Georges Bégué | Reboursin (Indre) Propriété de l’Abeaupinière Parachutage de nuit, à l’aveugle.                       |
| Premier opérateur radio sur le terrain                    | nuit du 5 au 6 mai 1941         | Georges Bégué | Reboursin (Indre) Propriété de l’Abeaupinière Parachutage de nuit, à l’aveugle.                       |
| Premier Résistant recruté sur le terrain                  | 7 mai 1941                      | Max Hymans | Contact établi par Georges Bégué à Valençay (villa du Nahon, 92, rue Nationale).                      |
| Première boîte aux lettres                                | à partir du 8 mai 1941          | chez Henri Renan | Châteauroux, pharmacie rue des Marins                                                                 |
| Premier message radio envoyé de France vers Londres       | 9 mai 1941                      | Georges Bégué | depuis Châteauroux, 14 rue des pavillons.                                                             |
| Premier chef de réseau infiltré                           | nuit du 10 au 11 mai 1941       | Pierre de Vomécourt « Lucas » | chef du réseau Autogiro, parachuté près de Châteauroux                                                |
| Premier parachutage d'armes                               | 13 juin 1941                    | Pierre de Vomécourt « Lucas » | Saint-Léonard-de-Noblat (Haute-Vienne),                                                               |
| Première femme infiltrée en France                        | fin mai 1941                    | Giliana Balmaceda épouse Gerson | entrée grâce à son passeport chilien muni d'un visa de l’« État français ».                           |
| Premier message codé diffusé par la BBC                   | septembre 1941                  | pour Georges Bégué | le message « Lisette va bien » annonce le déclenchement du parachutage attendu                        |
| Premier agent amené par avion (avec atterrissage)         | nuit du 4 au 5 septembre 1941   | Pilote : John Nesbitt-Dufort Agent amené : Gerry Morel | La Champenoise (Indre) (au nord de Châteauroux) avion : Lysander                                      |
| Premier agent ramené par pick up                          | nuit du 4 au 5 septembre 1941   | Pilote : idem Agent ramené : Jacques Vaillant de Guélis | La Champenoise (Indre) (au nord de Châteauroux) avion : Lysander                                      |
| Premier parachutage simultané d'armes et d'agents         | nuit du 10 au 11 octobre 1941   | quatre agents parachutés : Clément Jumeau, Jack Hayes, Jean Le Harivel et Daniel Turberville.                                                                      | Lieu-dit Lagudal, Beleymas (Dordogne) ; Mission Corsican.                                             |
| Premier comité de réception                               | nuit du 10 au 11 octobre 1941   | Membres du comité : Jean Pierre-Bloch « Gabriel », Édouard Dupuy et Albert Rigoulet                                                                                | Lieu-dit Lagudal, Beleymas (Dordogne) ; Mission Corsican.                                             |
| Première femme infiltrée en France par mer                | 30 juillet 1942                 | Yvonne Rudellat « Suzanne » | Cap d'Antibes, bateau (le Seadog)                                                                     |
| Premières femmes parachutées                              | nuit du 24 au 25 septembre 1942 | Andrée Borrel « Denise » et Lise de Baissac « Odile » | Nouan-sur-Loire, lieu-dit Bois Renard.                                                                |
| Premier doublé de Lysander réussi                         | nuit du 22 au 23 novembre 1942  | Pilotes : Wd Cdr Pickard et Flt Lt Bridger deux agents amenés et trois ramenés.                                                                                    | terrain des Lagnys                                                                                    |
| Première femme infiltrée comme opérateur radio            | nuit du 16 au 17 juin 1943      | Noor Inayat Khan « Madeleine », dans le réseau Phono d’Henri Garry                                                                                                 | déposée par Lysander sur le terrain Indigestion près de Villevêque (Maine-et-Loire).                  |
| Premier (et seul) pick up effectué par nuit noire         | nuit du 23 au 24 juin 1943      | pilote : sqn Ldr Hugh Verity organisateur : Henri Déricourt Personnes amenés (2) : Émile Bonotaux, Robert Lyon Personnes ramenées (2) : Richard Heslop, P. Taylor. | Pocé-sur-Cisse (Indre-et-Loire), terrain Bronchite ; opération Curator/Acolyte ; appareil : Lysander. |
| Première opération de parachutage effectuée en plein jour | 25 juin 1944                    | Philippe Liewer, pour Georges Guingouin | * opération Zebra en Haute-Vienne,                                                                    |
| Première opération de parachutage effectuée en plein jour | 25 juin 1944                    | Francis Cammaerts | * dans le Vercors                                                                                     |
| Première opération de parachutage effectuée en plein jour | 25 juin 1944                    | Richard Heslop | * dans l’Ain                                                                                          |
| Première opération de parachutage effectuée en plein jour | 25 juin 1944                    | Gonzague de Saint-Geniès | * dans le Jura                                                                                        |

### Chronologie

#### 1941
Mars.
- Les douze premiers agents commencent leur entraînement.

Mai.
- Les quatre premiers agents SOE sont parachutés en France :
  - dans la nuit du 5 au 6 mai, entre Valençay et Vatan (au nord de Châteauroux, dans l'Indre) : amené par un bombardier Whitley du Flight 1419, Georges Bégué est parachuté seul avec une valise radio, avec pour mission d'entrer en contact avec Max Hymans (ancien député de la circonscription de Valençay, dont la maison de campagne se trouve aux environs). Georges Bégué transmet à Londres l'acceptation de Max Hymans de coopérer avec Londres et d'apporter son soutien à la fondation de groupes de résistance locaux;
  - dans la nuit du 10 au 11 mai, Pierre de Vomécourt « Lucas » et Louis Lefrou de la Colonge « Bernard »  sont parachutés près de Châteauroux, Georges Bégué assurant la réception. Pierre de Vomécourt a pour mission de constituer le premier réseau SOE. Le 12, il se rend près de Limoges, où habite son frère Philippe, qu'il recrute aussitôt. Les deux frères se partagent les zones d'action : basé à Paris, Pierre interviendra en zone occupée (réseau AUTOGIRO) ; Philippe interviendra en zone libre (réseau Ventriloquist) ; et ils vont proposer à leur frère aîné Jean - qui acceptera - d'intervenir dans l'est de la France;
  - dans la nuit du 12 au 13 mai, Roger Cottin « Albert ».

Juin
- 13. Le premier parachutage d'armes en France destiné à un agent en mission a lieu dans la propriété « Bas-Soleil » de Philippe de Vomécourt, à vingt kilomètres de Limoges.
- 22. [Contexte] L'Allemagne attaque l'Union Soviétique (opération Barbarossa).

Juillet.
- Le 9, parachutage de Noël Burdeyron « Gaston »[14].

Août.
- Le 6, parachutage de Jacques Vaillant de Guélis et de Gilbert Turck « Christophe ». Très vite, ce dernier est arrêté par la police de Vichy. La mission de Jacques Vaillant de Guélis, qui durera un mois, lui permet de recruter sur place, notamment : le docteur Lévy d'Antibes, Philippe Liewer, Jean Bouguennec et Robert Lyon.

Septembre.
- 4. Pour la première fois depuis juin 40, un Lysander piloté par Nesbitt-Dufort amène sur le terrain de la Champenoise près de Châteauroux Gerry Morel, premier agent SOE acheminé de cette façon. Il ramène en Angleterre Jacques Vaillant de Guélis « Jacques »
- 6/7. Six agents sont parachutés d'un bombardier Whitley à Tendu (au nord d’Argenton-sur-Creuse) : Benjamin Cowburn « Benoît », Victor Gerson « René », George Langelaan « Marcel », Jean du Puy « Denis », Michael Trotobas « Sylvestre », André Bloch « Georges IX ». Comité de réception : Max Hymans « Frédéric », Georges Bégué « Georges », Auguste Chantraine et quelques fermiers.
- 19/20. Quatre agents SOE sont amenés par le bateau HMS Fidelity au large du Barcarès, au sud de Perpignan : Robert Leroy « Louis », qui va à Bordeaux ; Francis Basin « Olive », qui va sur la Côte d'azur ; Raymond Roche « Robert », qui va à Marseille ; et Georges Duboudin « Alain », qui va à Lyon.

Octobre.
- Une première vague d'arrestations en chaîne a lieu : Gerry Morel, le 3 ; le garagiste Marcel Fleuret, le 4, chez lui à Châteauroux (son nom figurait dans les papiers de Morel) ; George Langelaan, le 6, au café du Faisan, non loin du garage ; madame Fleuret, le 7, à son domicile ; Michael Trotobas, le 8, lors d'un contrôle d'hôtel ; Jean Bouguennec alias Francis Garel, le 9, au garage Fleuret ; Philippe Liewer, le 11, à Antibes. Dans la nuit du 10 au 11, a lieu le premier parachutage simultané d'hommes et d'armes, à Beleymas, Dordogne. C'est la mission Corsican. Quatre agents sont parachutés : Clément Jumeau « Robert », Jack Hayes « Victor », Jean Le Harivel « Georges XXV » et Daniel Turberville « Daniel » ; le comité de réception au sol est composé de : Jean Pierre-Bloch « Gabriel », Édouard Dupuy, Albert Rigoulet dit « Le Frisé » ; les armes sont contenues dans deux conteneurs. Le lendemain matin, Daniel Turberville est arrêté par la gendarmerie. Informée de l'adresse par un papier que portait sur lui Daniel Turberville, la police de Vichy tend une souricière à la Villa des Bois[15] à Marseille. Elle arrête ainsi : Clément Jumeau, le 17, à la villa des Bois ; Jean Pierre-Bloch et sa femme, le 20, à la villa également ; Robert Lyon et Jack Hayes, le 24, dans un café de Marseille ; Georges Bégué et Raymond Roche, le 24, à la villa des Bois.

Décembre.
- [Contexte] Le 7, les Japonais attaquent les États-Unis à Pearl Harbor. Le lendemain, les États-Unis entrent en guerre.
- Le jour de Noël, Pierre de Vomécourt est présenté à Mathilde Carré, dite « La Chatte », qui collabore au réseau Interallié, fondé par des officiers polonais, mais démantelé par un sergent de l'Abwehr, Hugo Bleicher. Vomécourt, qui manque d'un opérateur radio, demande à Mathilde d'utiliser pour ses transmissions les radios du réseau Interallié. Or, La Chatte est devenue la maîtresse de Bleicher qui contrôle entièrement ses radios.

#### 1942
Janvier.
- [Contexte] Le 20, de Gaulle, dans une lettre à Anthony Eden, exige que la section F passe sous commandement français. Les Britanniques refusent[note 2].

Avril.
- Finalement, le 25, Pierre de Vomécourt est arrêté par Bleicher, puis Autogiro démantelé. Pierre de Vomécourt survivra à la guerre à Colditz.

Juillet.
- Le matin du 16, onze prisonniers réussissent leur évasion du camp de Mauzac et pourront ainsi, en quelques semaines, parvenir à Londres et poursuivre activement la lutte[16]. Le 29, Nicolas Bodington, le numéro 2 de la section F à Londres, débarque près d’Antibes accompagné d’Henri Frager, un agent français du SOE. Il vient contacter un certain André Girard, connu sous le pseudonyme de « Carte » et qui s'est fait connaître à un agent britannique en  prétendant avoir derrière lui un réseau dont les nombreux membres sont prêts à passer à l'action armée. Il est décidé que dix hommes iront au Royaume-Uni pour y suivre un entraînement. En fait, le 31 août 1942, seuls deux volontaires embarquent pour le Royaume-Uni. Carte est en partie un mythomane, mais il a réellement constitué un carnet d'adresses copieusement fourni qui servira de base de recrutement pour le réseau Prosper-PHYSICIAN. Or, ce carnet d'adresse est riche d'individus que Carte ne connaît même pas. La zone sud n'est pas encore occupée, et beaucoup de fichiers de résistants potentiels circulent librement. L'Abwehr aussi a pu profiter de cette liberté.

Août.
- [Contexte] Le 18, échec du raid de Dieppe.

Septembre.
- La section F désigne deux officiers pour coordonner l'ensemble de ses réseaux en France :
  - Francis Suttill en zone Nord (réseau Prosper-PHYSICIAN). Il sera parachuté dans la nuit du 1/2.10.1942 près de Vendôme.
  - Peter Churchill en zone Sud (réseau Spindle).
- Le 4, Pétain promulgue la loi de réquisition, qui frappe les ouvriers.
- Le 24, Andrée Borrel et Lise de Baissac sont les premières femmes du SOE parachutées en France occupée.

Octobre.
- [Contexte] Le 18, publication de l'Ordre Commando secret de Hitler[note 3]

Novembre
- 11. [Contexte] En raison du débarquement réussi des Alliés en Afrique du nord (opération Torch du 8 novembre), la Wehrmacht envahit la zone libre. Cela entraîne la dissolution de l'armée française.
- 18. Gustave Biéler « Guy », chef du réseau Tell - Musician et Michael Trotobas « Sylvestre », chef du réseau Farmer sont parachutés en France.

#### 1943
Janvier.
- [Contexte] À la conférence de Casablanca, les alliés décident que le débarquement en France aura lieu en 1944. Le 30, création de la Milice française, en remplacement de l'armée d'armistice.

Février.
- [Contexte] Le 2, capitulation allemande à Stalingrad ; le 10, le plan de mystification Cockade, préparé par la LCS, est adopté : il doit faire croire aux Allemands à un débarquement dans le Pas-de-Calais le 9 septembre 1943, de manière qu'ils fixent leurs unités au nord, avec pour conséquence attendue la baisse de la pression en Russie (demande pressante de Staline) et en Sicile (débarquement prochain) ; le 16, cédant à la pression allemande, le gouvernement de Vichy instaure, sous l'appellation de Service du travail obligatoire - qui remplace la Relève - la mise du monde du travail à la disposition de l'occupant : tous les jeunes nés en 1920, 1921 ou 1922, doivent partir travailler pour l'industrie allemande. En réaction, de nombreux « réfractaires » refusant de partir, préfèreront s'évaporer dans la nature. C'est ainsi que vont se développer les maquis, que le SOE contribuera largement à armer et à soutenir.

Avril.
- Le réseau SPINDLE subit un revers, par l'arrestation de Peter Churchill et d'Odette Sansom.

Juin.
- Le réseau ARCHDEACON avorte : les deux Canadiens Frank Pickersgill « Bertrand », le chef du réseau, et John Macalister « Valentin », son opérateur radio, qui doivent le mettre en place dans les Ardennes, sont arrêtés peu de temps après leur arrivée en Sologne. Cela se transforme en une opération conduite par les Allemands : Josef Placke, un assistant de la section radio au 84, avenue Foch, se fait passer pour Pickersgill auprès des groupes des Ardennes et en Picardie ; Josef Götz utilise le poste radio de Macalister, avec ses codes, pour transmettre de faux messages à Londres arrangeant des parachutages qui finissent aux mains des Allemands. Cette fausse opération, appelée Funkspiel (ou jeu radio) continuera jusqu'en mai 1944, provoquant la capture d'un instructeur de sabotage et de six autres agents envoyés pour rejoindre le réseau.
- Fin juin. Effondrement du réseau Prosper-PHYSICIAN, avec arrestation de ses dirigeants et de nombreux agents et Résistants.

Octobre.
- Arrestation de Noor Inayat Khan « Madeleine ». Début de l’intensification générale de l’action des réseaux, qui croîtra jusqu’au débarquement : création de réseaux, recrutements, parachutages, etc.

#### 1944
Février.
[Contexte] Le 14, décret de Hitler ordonnant la dissolution de l'Abwehr et le transfert de ses attributions à la Sicherheitspolizei, la police de sûreté allemande ou Gestapo.
Juin.
- [Contexte : Débarquement de Normandie, opération Overlord]. Les réseaux SOE, qui ont été mis en alerte le 1er juin et activés le 5 par des messages personnels diffusés par la BBC, appliquent les plans destinés à semer la confusion chez l'ennemi, à disloquer ses transports de matériel et de renforts vers le front, à détruire ses lignes téléphoniques pour l’obliger à transmettre ses messages par radio, avec possibilité d'interception et de décryptage. Début des parachutages des équipes Jedburgh, formées et armées par le SOE.
- 26 juin. 2 200 containers sont parachutés par 180 forteresses volantes de la 8e Air Force dans les régions de Limoges, du Massif central, de Montbéliard et du Jura

Juillet.
- Exécutions au camp de Natzweiler-Struthof : Andrée Borrel, Vera Leigh, Diana Rowden, Sonia Olschanezky.

Août
- 15 août. [Contexte : Débarquement de Provence, opération Anvil-Dragoon].
- 19 août. [Contexte : Début de la libération de Paris, qui s’achèvera le 25. Défilé aux Champs-Élysées le 26].

Septembre
- - Fin des opérations du SOE en France.
  - Exécutions : Gustave Biéler « Guy », le 5 à Flossenbürg ; Gilbert Norman, le 6 à Mauthausen ; James Mayer, John Macalister, Frank Pickersgill, Roméo Sabourin (alias John McKenzie), Arthur Steele, Robert Benoist, Élisée Allard, Alphonse Defendini, Julien Detal, Marcel Leccia, Jean Bouguennec (alias Francis Garrel), Henri Garry, Pierre Geelen et Charles Rechenmann, pendus le 10 au crématoire de Buchenwald ; ; Yolande Beekman, Madeleine Damerment, Noor Inayat Khan, et Éliane Plewman, le 13 à Dachau ; les dix-neuf agents de la section F détenus au camp de Gross-Rosen : Roland Alexandre, France Antelme, Robert Byerly, Marcel Defence, François Deniset, André Dubois, Philippe Duclos, David Finlayson, Henri Gaillot, John Hamilton, Charles Hayes, Jacques Ledoux, Lionel Lee, George McBain, Claude Malraux, André Maugenet, Paul Pardi, Adolphe Rabinovitch, François Vallée.
- Octobre. Exécutions : George Alfred Wilkinson, John Barrett, Henri Frager, Pierre Mulsant, fusillés le 5 à Buchenwald.

#### 1945
Début 1945.
Exécutions au camp de Ravensbrück : Violette Szabo et Lilian Rolfe (le 5 février), Denise Bloch, Cecily Lefort.
Mars
- 19 mars. Exécution au camp de Sachsenhausen : Francis Suttill.
- 29 mars. Exécution au camp de Buchenwald : Maurice Pertschuk
- 29 mars. Exécutions au camp de Flossenbürg : Jack Agazarian, Phillip Amphlett, James Amps, George Demand, Roland Dowlen, Marcel Fox, Harry Graham, Eugène Levene, Jean Menesson, Brian Rafferty, David Sibree, Victor Soskice, Jean Worms.
- Libération des agents de la section F détenus dans la forteresse de Colditz en tant que prisonniers de guerre : Pierre de Vomécourt, Abbott, Noël Burdeyron, Roger Cottin, Fincken, Redding.
- Libération des agents de la section F détenus dans des camps : Yvonne Baseden, Christopher Burney, Peter Churchill, Lee Graham, Janyk, Pierre Le Chêne, Martinot, Mattei, Eileen Nearne, les frères Alfred et Henry Newton, Harry Peulevé, Odette Sansom, Bob Sheppard, Maurice Southgate, John Starr, Brian Stonehouse, George Tunmer (Gilbert Turck de son vrai nom), Edward Zeff.

### Moyens mis en œuvre
Avions
Le nombre d'avions mis par la RAF à la disposition du SOE évolue au cours du temps. Vers la France, les chiffres sont les suivants : 5 en 1940 ; 27 en novembre 1942 ; 36 au printemps 1944. Au début, il n'y a que le squadron RAF No. 138, mais ensuite, la RAF fournit un deuxième squadron, le no 161. Ensuite, le No. 161 s'occupe des atterrissages et, lorsque cela est possible, de quelques parachutages. Le no 161 qui a sa base à Tempsford, dispose plus tard d'un terrain auxiliaire à Tangmere, plus près de la Manche, qui permet d'assurer des missions plus au sud.
Sorties d'avions
Dans le tableau suivant, les données présentées couvrent :
- la période totale d'activité, de mai 1941 à septembre 1944. Sont distingués (1) les 38 premiers mois, du premier parachutage de Bégué début mai 1941 à fin juin 1944 ; et (2) les trois derniers mois (troisième trimestre 1944), pendant lesquels l'intensité de l'action est en rapport avec le débarquement en Normandie ;
- les missions partant d’Angleterre et celles via la Méditerranée ;
- les missions britanniques RAF (pour le SOE) et les missions américaines USAAF. Deux escadrilles RAF exécutent les missions aériennes pour le SOE : la 138e pour les parachutages, la 161e pour les atterrissages/pick up.

|                                                                                                  | RAF + USAAF Provenance Royaume-Uni + Méditerranée Périodes (1) + (2) | RAF Provenance Royaume-Uni Périodes (1) + (2) | RAF Provenance Royaume-Uni (1) avant 01.07.44 (38 mois) (2) après 01.07.44 ( 3 mois) |
| ------------------------------------------------------------------------------------------------ | -------------------------------------------------------------------- | --------------------------------------------- | ------------------------------------------------------------------------------------ |
| Nombre de sorties d'avions réussies (avec survol de la France, pour parachutage ou atterrissage) | 7498                                                                 | 3679                                          | (1) 2035 (2) 1644                                                                    |
| Nombre d'agents envoyés en France                                                                | 1784 (dont 53 femmes)                                                | 840                                           | (1) 582 (2) 258                                                                      |
| Tonnes de matériels livrés                                                                       | 10485                                                                | 5680                                          | (1) 2457 (2) 3223                                                                    |
| Nombre de conteneurs de livraison des matériels                                                  | 73918                                                                | 53725                                         | (1) 23793 (2) 29932                                                                  |
| Nombre de paquets de livraison des matériels                                                     | 20354                                                                | 10125                                         | (1) 5534 (2) 4591                                                                    |

Armement livré en conteneurs
| Type d'armement | Total F + RF | Part section F | Part section RF |
| --- | ------------ | -------------- | --------------- |
| Kg explosifs | 594010       | 307023         | 286987          |
| Pistolet-mitrailleur Sten 9 mm. (Royaume-Uni)                                                                                           | 197480       | 104536         | 92944           |
| Fusil-mitrailleur BREN (Royaume-Uni) | 20518        | 10584          | 9934            |
| Fusils | 127330       | 63857          | 63473           |
| Pistolets | 57849        | 31270          | 26579           |
| Grenades Mills (Royaume-Uni) | 722631       | 409224         | 313407          |
| Grenade gammon | 113830       | 57585          | 56245           |
| Mines anti-chars | 9010         | 5470           | 3540            |
| Fusils anti-chars Boyes Rifle 13,9 mm                                                                                                   | 61           | 46             | 15              |
| P.I.A.T. (US). Lance-roquettes à charge creuse servi par un seul homme                                                                  | 1206         | 708            | 498             |
| Bazookas (Royaume-Uni). Lance-roquettes à charge creuse servi par deux hommes, tireur et servant                                        | 2440         | 1536           | 904             |
| Mortiers | 285          | 100            | 185             |
| Carabines 300 (US) | 9371         | 6776           | 2595            |
| Marlin (US) Pistolet-mitrailleur (à partir de 1942)                                                                                     | 1893         | 1317           | 576             |
| Grenades incendiaires | 123343       | 70335          | 53008           |
| Divers : couteaux, plaquettes incendiaires de poche, charges altimétriques, crayons-allumeurs à retardement, détonateurs, cartouches... | .....        | .....          | .....           |

Autres matériels livrés en paquets
Postes émetteurs, postes émetteurs-récepteurs (valise), vêtements, nourriture, tabac, boîtes de pansements de campagne, pièges (crayons truqués, lacets de souliers creux, objets courants dissimulant des explosifs, cigarettes incendiaires, etc.)
Argent fourni aux agents sur le terrain
402 millions de francs, se décomposant en :
- 317 millions envoyés avec les opérations de la section F,
- 63 millions levés par des emprunts sur place auprès d'hommes d'affaires amis,
- 22 millions acheminés par les filières de la section DF.

### Sort des agents de la section F
- Agents arrêtés : 1 sur 4 (1 sur 2 aux Pays-Bas, 1 sur 3 en Belgique).
- Agents tués : 104 (91 hommes et 13 femmes). Ils sont honorés au mémorial de Valençay.

### Résultats obtenus
- Résistants français armés par les agents du SOE pour réaliser les actions de sabotage : 250 000.
- Usines sabotées : 93.
- À partir du débarquement en Normandie, l'action de la résistance intérieure et des forces spéciales, selon le général Eisenhower, a représenté l'équivalent opérationnel de quinze divisions (Voir la boîte déroulante « Témoignages du haut commandement interallié »).

À signaler également le soutien moral à la population française qu’a constitué la présence des réseaux de la section F dès 1941. L’historien Michael R. D. Foot se remémore une conversation avec le général Colin Gubbins, chef du SOE, qui lui aurait confié : « Je crois que probablement c’est grâce aux agents SOE en France en 41-42 que la plupart des Français ont commencé à croire qu’il était possible de contester l’occupation nazie »

## Section RF
Créée en 1941 pour permettre la réalisation d'opérations coordonnées avec la France libre du Général de Gaulle (c'est-à-dire en pratique avec le BCRA d'André Dewavrin « Passy »), la section RF recrute des agents français.
Ses chefs successifs sont :
- le capitaine Eric Piquet-Wicks, au début,
- J.R.H. Hutchinson, à partir d'août 1942,
- Bickam Sweet-Escott, à partir de l'automne 1943,
- L.H. Dismore.

Elle a pour adresse : 1 Dorset Square, Londres.
- Opérations réalisées par le SOE en liaison avec le BCRA avant la création de la section RF : Opération Savanna et Joséphine B.
- Réseaux de la section RF : Armada, Circonférence, Cockle, Cod, Cone, Dastard, Fabulous, Fantassin, Mainmast, Oronte, Outclass, Overcloud, Périmètre, Péritoine, Rectangle, Torture, Trombone.
- Missions de la section RF : Asymptote, Marie-Claire, Seahorse (avec Arquebuse-Brumaire du BCRA), Shrimp.
- Raids de la section RF :Barter, Pilchard, Sling.

## Section DF
En tant que section indépendante du SOE chargée des lignes d'évasion, la section DF fut créée au printemps de 1942 à partir d’une branche de la section F. Les lignes d'évasion de la section DF sont : Édouard, Greyhound, Loyola, Mango, Pierre-Jacques, Sally, Stanislaus, Troy, Var, Vic.

## Section EU/P
La section EU/P comprend le réseau Adjudicate et la mission polonaise Monika.

## Section AMF
Après le débarquement en Algérie de novembre 1942, le SOE créa la base de Guyotville, à l'ouest d'Alger, commandée par Douglas Dodds-Parker. Nom de code : Massingham. Nom administratif : Issu 6 BNAF (Inter Services Special Unit/ Unité Spéciale Inter-Armées ; BNAF British North Africa Forces). L'officier chargé de l'instruction est John Anstey. Le SOE coopère avec l'OSS dans le cadre du SPOC (special operations centre). L’OSS soutient Darlan, puis Giraud. Le SOE soutient les Français Libres et les militants antifascistes. Guyotville est le point de départ d’opérations spéciales dans toute la Méditerranée occidentale. Dodds-Parker joue un rôle capital dans les négociations secrètes en vue de l’armistice signé avec l’Italie en septembre 1943.
Le centre Massingham comprenait des sections nationales. À la tête de la section AMF (Allied Mediterranean Forces), unique section nationale française, il y eut successivement Jacques Vaillant de Guélis, jusqu'en octobre 1943, puis Brooks Richards, jusqu'en octobre.

## L'ennemi
Côté allemand, les responsables de la lutte contre le SOE en France le plus souvent cités dans l'histoire du SOE sont les suivants. Sont présentés séparément ceux qui sont rattachés à l’Abwehr et ceux qui sont rattachés au SIPO-SD (organisation combinée état-parti calquée sur celle du RSHA).
L'Abwehr
- Friedrich Rudolf, chef de l'Abwehr France, de juin 1940 à juin 1944.
- Oscar Reile, responsable de la section III F (contre-espionnage militaire) de l'Abwehr France, dont les bureaux sont à l'hôtel Lutetia.
- Feldwebel Hugo Bleicher.

Le SIPO-SD
- Au niveau supérieur du SIPO-SD en France :
  - SS Gruppenführer Karl Oberg, chef suprême des SS et de la police, correspondant d'Heinrich Himmler en France. Il couvre l'ORPO (police d'ordre) et le SIPO-SD.
  - SS Standartenführer Helmut Knochen, chef du SIPO-SD, correspondant de Reinhard Heydrich, puis d'Ernst Kaltenbrunner en France.
- Au niveau des opérations et de l'exécution :
  - SS Sturmbannführer Karl Bömelburg, chef de la section IV du SIPO-SD en France. Cette section IV constitue la Gestapo proprement dite, chargée de « la recherche des ennemis du régime » (Juifs, opposants, communistes, résistants...) et de la répression. Elle prend progressivement en charge les tâches abandonnées par l'Abwehr, telles que le contre-espionnage.
  - SS Sturmbannführer Hans Kieffer, chef de la section IV E, chargé de la lutte contre la Résistance.
  - Josef Götz, section IV F, responsable de la conduite des Funkspiele (jeux-radio).
  - Josef Placke
  - Ernst Vogt, interprète.

## Lieux de mémoire
Le plus important lieu de mémoire relatif au SOE en France est le mémorial de Valençay, où sont honorés les 104 agents de la section F qui sont morts en mission.
Dans les camps de concentration où des agents du SOE ont été assassinés par les nazis, des plaques leur rendent hommage. Voir une liste ici.
Dans chaque région de France, des lieux de mémoire spécifiques (monuments, stèles, plaques, voies) honorent certains agents, réseaux, groupes ou résistants ayant pris part aux réseaux britanniques du SOE venus soutenir la Résistance française. Compte tenu de la mauvaise connaissance du sujet en France, le rattachement au SOE ne s’y trouve pas toujours mentionné. Le tableau suivant en présente une liste (ouverte).
| Lieu de mémoire                         | Lieu de mémoire | Lieu de mémoire                                             | Type          | Organisations et personnes honorées | Organisations et personnes honorées |
| Commune                                 | Département     | Emplacement                                                 | Type          | Section                             | Réseaux, agents cités, membres des réseaux SOE cités, commentaires (*) |
| --------------------------------------- | --------------- | ----------------------------------------------------------- | ------------- | ----------------------------------- | --- |
|                                         |                 |                                                             |               |                                     | |
| Valençay                                | Indre           | RD 956, sortie N de Valençay                                | Monument      | F                                   | Ensemble des réseaux de la section F : les 104 agents du SOE-F tués au combat ou morts en déportation |
| Châteauroux                             | Indre           | 14, rue des Pavillons                                       | Plaque        | F                                   | AUTOGIRO : Georges Bégué. |
| Tendu                                   | Indre           | Lieu-dit Le Cerisier                                        | Stèle         | F                                   | Auguste Chantraine, Benjamin Cowburn, Victor Gerson, Georges Langelaan, Michael Trotobas, Jean du Puy, André Bloch, Pearl Witherington. |
| Beleymas                                | Dordogne        | Lieu-dit Lagudal                                            | Stèle         | F                                   | Mission CORSICAN : Clément Jumeau, Jack Hayes, Jean Le Harivel et Daniel Turberville. |
| Échallon                                | Ain             | Prairie d'Échallon                                          | Monument      | F                                   | MARKSMAN : Richard Heslop « Xavier », chef du réseau ; Raymond Aubin ; Owen Denis Johnson « Gaël » et Marcel Veilleux « Yvello », opérateurs radios. |
| Cérans-Foulletourte                     | Sarthe          | RD 323 (ex-N23), S/O de la Chesnaie                         | Monument      | F                                   | LIGHTERMAN : André Dubois « Hercule », chef du réseau SACRISTAN : Ernest Floege « Alfred », chef du réseau. |
| Antibes                                 | Alpes-Mar.      | Bord de mer                                                 | Plaque        | F                                   | SPINDLE : Peter Churchill « Michel », chef du réseau ; Dr Élie Lévy « Louis ». |
| Neaufles-Saint-Martin                   | Eure            | r. Alexandre Laurent {\displaystyle \times } r. S. Sénécaux | Monument      | F                                   | Prosper-PHYSICIAN : Groupe Darling, groupe local (S&O) du réseau |
| Paris (17e)                             |                 | 61 rue La Condamine                                         | Plaque        | F                                   | PUBLICAN : Marcel Fox, chef du réseau ; BUTLER : Jean Bouguennec, chef du réseau, et Marcel Rousset, opérateur radio. |
| Paris (3e)                              |                 | 9, rue Payenne                                              | Jardin        | DF                                  | VIC : Lazare Rachline, no 2 de ce réseau d’évasion. |
| Haut-Valromey                           | Ain             | Plans d'Hotonnes (Hotonnes)                                 | Monument      | RF                                  | Mission MUSC : Forest Yeo-Thomas |
| Noisy-sur-École                         | Seine-et-Marne  | Forêt Trois-Pignons chemin de la Vallée Close.              | Monument      | F                                   | PUBLICAN : Marcel Fox « Ernest », chef du réseau. |
| Romorantin                              | Loir-et-Cher    | Quai de l’Île Marin                                         | Monument      | F                                   | VENTRILOQUIST : Muriel Byck ; Prosper-PHYSICIAN : Yvonne Rudellat, Frank Pickersgill, John Macalister |
| Dole                                    | Jura            | Maison des Orphelins                                        | Plaques       | F                                   | SCHOLAR : Gonzague de Saint-Geniès « Lucien », chef du réseau ; Yvonne Baseden « Odette », opérateur radio. |
| Luzy                                    | Nièvre          |                                                             | Monument      | F                                   | GONDOLIER : Paul Sarrette, alias Paul Sawyer « Louis ». |
| Le Mans                                 | Sarthe          | Poste centrale                                              | Plaque        |                                     | HEADMASTER : Sydney Hudson « Albin », chef du réseau |
| Baule                                   | Loiret          | Place de l’Église                                           | Monument      | F                                   | Prosper-PHYSICIAN : Abbé Émile Pasty, membre du Groupe 55 |
| La Chapelle-Montmartin                  | Loir-et-Cher    | Les Souches                                                 | Stèle         | F                                   | WRESTLER : Pearl Witherington-Cornioley « Pauline », chef du réseau. |
| Néret                                   | Indre           |                                                             | Monument      | F                                   | LABOURER : Marcel Leccia « Baudouin », chef du réseau ; Élisée Allard « Henrique », second ; Pierre Geelen, « Pierre », opérateur radio.. |
| Falaise                                 | Calvados        |                                                             | Plaque        | F                                   | Prosper-PHYSICIAN : Jean-Michel et Marie Cauchy, groupe local |
| Loubressac                              | Lot             | Route de Sarrouil                                           | Stèle         | F                                   | GARDENER : Gaston Collin « Horace » ; FIREMAN : frères Edmund Richard Mayer « Maurice » et Percy Mayer « Barthélémy » ; Richard Pinder |
| Verneix                                 | Allier          | Devant la mairie                                            | Plaque        | F                                   | FREELANCE : Nancy Wake « Hélène » courrier du réseau. |
| Belfort                                 | Terr. de Belf.  | 2 bis rue Pierre Denfert-Rochereau                          | Plaque        | F                                   | STOCKBROKER : Harry Rée « César », chef du réseau. |
| Pierrefitte-en-Cinglais                 | Calvados        | D23, au nord de Pont-d'Ouilly                               | Monument      | F                                   | VERGER : Jean Renaud-Dandicolle « René », chef du réseau |
| Thiverval                               | Yvelines        | École de Grignon AgroParisTech                              | Plaque        | F                                   | PHONO : Noor Inayat Khan « Madeleine », opérateur radio de ce sous-réseau de Prosper-PHYSICIAN |
| Losse                                   | Landes          | Quartier de Lapeyrade                                       | Monument      | F                                   | STATIONER : Maurice Southgate « Hector », chef du réseau WHEELWRIGHT : Yvonne Cormeau « Annette », opérateur radio ; Anne-Marie Walters « Colette », courrier ; Claude Arnault, instructeur-saboteur ; Denis Parsons « Pierrot », opérateur radio. SCHOLAR : Gonzague de Saint-Geniès « Lucien », chef de réseau ; Yvonne Baseden « Odette », opérateur radio. |
| Lille                                   | Nord            | Cimetière de Lille-sud, section 92A                         | Monument fun. | F                                   | FARMER : Michael Trotobas « Michel », dit capitaine Michel, chef du réseau et autres morts du réseau. |
|                                         |                 |                                                             |               |                                     | |
| (*) Légende : SOE-F = section F du SOE. |                 |                                                             |               |                                     | |